# San Francisco (Schriftart, 2014)
San Francisco ist eine Schriftart von Apple Inc. und wird seit 2014 als Systemschrift auf Apple-Betriebssystemen verwendet. Es handelt sich dabei um eine serifenlose Schrift mit adaptivem Buchstaben- und Zeilenabstand. Sie ähnelt den Schriftarten Helvetica und DIN und war 2014 die erste von Apple selbst designte Schriftart seit fast 20 Jahren.
San Francisco ist ausschließlich für registrierte Entwickler von Drittanbietern für die Entwicklung von Anwendungen der Betriebssysteme iOS, iPadOS, macOS und tvOS lizenziert. Sie wird auch für das Tastaturschriftbild des 2015 vorgestellten MacBooks verwendet und ersetzt VAG Rounded. In sämtlichen Teilgebieten begann Apple seine Typografie einheitlich zu positionieren.
Bei der WWDC 2015 wurde angekündigt, dass San Francisco als neue Systemschriftart für OS X El Capitan (10.11) und iOS 9 Helvetica Neue ersetzen werde.
Zwischen dieser Schriftart und der 1984 veröffentlichten Apple-Systemschriftart San Francisco besteht kein Zusammenhang.